# Monceaux-l’Abbaye
Monceaux-l’Abbaye település Franciaországban, Oise megyében. Lakosainak száma 218 fő (2022. január 1.). Monceaux-l’Abbaye Blargies, Bouvresse, Moliens, Saint-Arnoult és Formerie községekkel határos.

## Népesség
A település népességének változása:
| Lakosok száma | 220  | 231  | 227  | 222  | 218  | 215  | 216  | 218  |
|               | 2013 | 2015 | 2017 | 2018 | 2019 | 2020 | 2021 | 2022 |